# Jannes Kirsten
Pour les articles homonymes, voir Kirsten.

a Compétitions nationales et continentales officielles uniquement.

b Matchs officiels uniquement.
Dernière mise à jour le 1 mai 2025.
Jannes Kirsten, né le 1er décembre 1993 à Johannesbourg (Afrique du Sud), est un joueur sud-africain de rugby à XV jouant aux postes de troisième ligne aile et deuxième ligne avec la franchise des Bulls en United Rugby Championship et les Blue Bulls en Currie Cup.

## Biographie

### Jeunesse et formation
Jannes Kirsten rejoint le centre de formation des Blue Bulls tardivement, en 2012. L'année suivante, il est sélectionné en équipe d'Afrique du Sud des moins de 20 ans pour le Championnat du monde junior 2013. Il joue son seul match avec les Junior Boks lors d'une victoire 97 à 0 contre les États-Unis.

### Début de carrière en Afrique du Sud (2013-2018)
Jannes Kirsten fait ses débuts avec les Blue Bulls en 2013, durant la Vodacom Cup, contre les Leopards XV,.
Entre 2014 et 2015, il joue avec le UP Tuks de l'université de Pretoria,. Ensuite, il est retenu dans l'effectif des Blue Bulls pour la Currie Cup 2015.
En 2016, il fait ses débuts avec les Bulls en Super Rugby, jouant son premier match dès la première journée de la saison contre les Stormers. Il s'impose rapidement dans cette franchise et en devient un joueur important. Plus tard dans l'année, il est titulaire durant la finale de la Currie Cup perdue 36 à 16 contre les Free State Cheetahs,.

### Passage au Japon puis transfert aux Exeter Chiefs (2018-2023)
Deux ans plus tard, en 2018, il quitte son pays natal pour le Japon, où il rejoint les Toyota Verblitz. Il n'y fait qu'un court passage puisqu'en 2019, il décide de rejoindre les Exeter Chiefs, espérant que ce nouveau club l'aide à obtenir ses premières sélections avec les Springboks. Il y signe un contrat d'une durée d'un an,. Il arrive donc à partir de la saison 2019-2020, qui voit les Exeter Chiefs se qualifier pour la première fois de leur histoire pour les phases finales de la Coupe d'Europe. Le club atteint même la finale où il affronte le Racing 92. Kirsten commence cette rencontre sur le banc des remplaçants avant d'entrer en jeu. Les Chiefs s'imposent 31 à 27 et sont sacrés champions d'Europe pour la première fois de leur histoire. Une semaine plus tard, le club joue la finale de Premiership face aux Wasps. Kirsten est cette fois titularisé et Exeter remporte la victoire, réalisant le doublé,.
La saison suivante, les Exeter Chiefs parviennent à se qualifier en finale du championnat anglais pour la sixième fois consécutive et affronte cette fois les Harlequins. Dans cette rencontre, où Kirsten est titulaire, sont marqués onze essais, dont cinq pour les Chiefs et six pour les Harlequins qui l'emportent sur le score de 38 à 40,.
En 2023, il décide de quitter le club, après quatre saisons jouées en Angleterre.

### Retour en Afrique du Sud (depuis 2023)
Jannes Kirsten choisit de retourner dans sa franchise formatrice et s'engage donc avec les Bulls pour trois ans. Cependant, durant la pré-saison, il se blesse gravement à un pied, ce qui lui fait manquer de nombreux mois de compétition. Il fait finalement son retour sur les terrains en fin de saison 2023-2024, lors d'un match de United Rugby Championship contre les Ospreys,. Il ne participe pas à la finale du championnat perdue 16 à 21 contre les Glasgow Warriors,.
En tout début de saison 2024-2025, il marque son premier essai depuis son retour en Afrique du Sud, lors d'un match gagné contre Édimbourg Rugby. Puis, en fin de saison, il perd de nouveau la finale du United Rugby Championship, cette fois contre les Irlandais du Leinster sur le score de 32 à 7.

## Vie privée
Jannes Kirsten a un frère ainé, Frik Kirsten (en), qui a lui aussi joué au rugby à XV pour les Bulls et Blue Bulls entre 2008 et 2014. Les deux frères sont ensemble dans ces équipes de 2012 à 2014 mais n'ont jamais joué dans un même match à cette période.

## Palmarès
- Blue Bulls
  - Finaliste de la Currie Cupe en 2016.
- Exeter Chiefs
  - Vainqueur de la Coupe d'Europe en 2020.
  - Vainqueur du Championnat d'Angleterre en 2020.
  - Finaliste du Championnat d'Angleterre en 2021.
- Bulls
  - Finaliste du United Rugby Championship en 2024 et 2025.